# Александров Андрій Володимирович
Алекса́ндров Андрі́й Володи́мирович (15 серпня 1965, Львів, Українська Радянська Соціалістична Республіка, нині Україна – 2 вересня 2007, Сливен, Болгарія) – український автогонщик, інженер. Майстер спорту міжнародного класу України, абсолютний чемпіон України з ралі (2005), чемпіон України з кільцевих перегонів (1995), пілот та керівник ралійної команди AT-Rally.

## Життєпис
Андрій Александров народився у Львові в сім’ї військовослужбовця. Згодом з батьками переїхав до Одеси, де захопився автомобільним спортом, влаштувавшись механіком до відомого одеського спортсмена Віктора Московських. За кермом власного спортивного автомобіля дебютував в 1992 році на міжнародному ралі «Антика» в Криму, але фінішу не дістався. 
Протягом 1993-1994 років взяв участь в шести етапах чемпіонату Європи з ралі, один з яких, болгарське ралі «Сливен», завершив перемогою в заліковому класі А6. Таким чином, Александров став другим після Олександра Салюка-старшого українським автогонщиком, який виграв етап чемпіонату Європи, що автоматично призвело до отримання ним звання майстра спорту України міжнародного класу. 
В 1995 році Андрій переїхав до Києва, де заснував власне тюнінгове ательє під назвою Aleksandrov Engineering, яке згодом перетворилось на гоночну команду AT-Rally (АТ – перші літери прізвищ засновників команди, Андрія Александрова та Олексія Тамразова). В середині 90-х активно брав участь в чемпіонатах України з кільцевих гонок (який виграв в 1995 році) та автокросу, але з часом зосередився виключно на змаганнях з класичного ралі. 
На початку 2000 року Андрій Александров став першим українським спортсменом, який власноруч побудував для участі в ралі автомобіль Subaru Impreza GT. За короткий період ательє Aleksandrov Engineering здобуло широке визнання серед власників спортивних та дорожніх Subaru, і к середині 2000-х років майже половина екіпажів в ралійному чемпіонаті України виступали на автомобілях цієї марки, побудованих Александровим та його командою. В 2005 році Андрій став абсолютним чемпіоном України з ралі, що зміцнило його репутацію, як швидкого спортсмена та талановитого інженера. 
Восени 2007 року Андрій Александров з дружиною Оксаною вирішили взяти участь в болгарському ралі «Сливен» – тому самому, яке за 13 років до того, принесло пілоту його першу значну перемогу. На 12-й спецділянці змагання пілот не впорався з керуванням та злетів з дороги; Андрій загинув на місці, його дружина та штурман Оксана не постраждала.

## Кар'єра в чемпіонаті України з ралі

### 1994 – 1997: ВАЗ-2108 та Mazda 323
Як і більшість автоспортсменів 90-х років, Андрій Александров розпочав виступи в професійному ралі з автомобіля ВАЗ-2108. Перший його старт в чемпіонаті України відбувся рівно за два тижні після перемоги в Болгарії на ралі «Сливен», однак домашня гонка, ралі «Одеса», не принесла йому успіху – тільки четверте місце в заліку класу А8. Александров продовжував стартувати на ВАЗ-2108 аж до кінця сезону 1995 року, коли в результаті аварії на ралі «Чумацький Шлях» автомобіль було суттєво пошкоджено. 
Після цього Александров, одним з перших в Україні, приймає рішення почати виступи на повнопривідному автомобілі. Для дебюту було обрано Mazda 323 Turbo, яку Андрій придбав в Німеччині – але автомобіль виявився ненадійним та неконкурентоздатним: за два роки виступів Александров лиш раз дістався фінішу (ралі «Скіф» 1996 року). 

### 1998 – 1999: Lancia Delta HF Integrale
Наприкінці 1997 року керівник київської гоночної команди Star Pro Racing Дмитро Топчій приймає рішення згорнути програми участі колективу в кільцевих та ралійних чемпіонатах. Внаслідок цього рішення Андрій Александров, який на той час вже переїхав до Києва і мав товариські стосунки з Топчієм, отримав під своє керівництво все гоночне майно команди; зокрема, два автомобілі Lancia Delta HF Integrale та запасні частини для них. 
Перший же старт на новій техніці приносить Александрову третє місце в абсолютному заліку на ралі «Карпати» 1998 року, а наступну гонку – ралі «Скіф» – він взагалі виграє, після чого на деякий час стає лідером чемпіонату України. Втім, експерименти Андрія щодо конструктивних змін в автомобілі призводять до постійних сходів з дистанції, і більше того сезону він не фінішує в жодному ралі. 
Схожим чином складається для Александрова й наступний чемпіонат. Лише одного разу, на ралі «Дніпро» 1999 року, йому вдається фінішувати на подіумі; всі ж решта гонок закінчуються достроковими сходами з дистанції з технічних причин. Розчарований ненадійністю італійських автомобілів, Андрій приймає рішення власноруч побудувати свою наступну машину – з цього починається його робота з японською маркою Subaru.

### 2000 – 2003: Subaru Impreza GT
Свій перший ралійний автомобіль Subaru Impreza GT Андрій будував протягом міжсезоння 1999-2000 років. На початку квітня машина була готова, але не налаштована належним чином, тому в першому етапі чемпіонату України, ралі «Столиця», Александров взяв участь в якості пілота безпеки. Починаючи з другого етапу екіпаж Андрія Александрова та Івана Германа почав стартувати в заліку чемпіонату, і вже на третьому етапі фінішував на подіумі, посівши третє місце в абсолютному заліку. Втім, наступна гонка завершилась сильною аварією, внаслідок якої автомобіль не підлягав відновленню, а сам пілот отримав струс мозку.
За період з 2001 по 2003 роки Андрій Александров побудував для себе та інших спортсменів сім автомобілів Subaru Impreza GT, один з яких виходив на старт змагань аж до початку 2020-х років під керуванням Миколи Нікітюка. Сам Андрій провів на автомобілі цього покоління 22 гонки, з яких 17 – в чемпіонаті України з ралі. Найвищими досягненнями пілота за цей час були перемоги в ралі «Дніпро» 2001 року та ралі «Столиця» 2002 року, а також титул віце-чемпіона України 2001 року в абсолютному заліку та в класі А12.

### 2003 – 2007: Subaru Impreza WRX STi
На початку 2003 року в екіпажі Андрія Александрова змінився штурман – оскільки Іван Герман вирішив розпочати кар’єру пілота, новим ко-драйвером став Олексій Тамразов, разом з яким Александров заснував команду AT-Rally. Одним з перших проектів новоствореного колективу стала побудова ралійного автомобіля на базі нового покоління Subaru – моделі Impreza WRX STi. Перший з таких автомобілів отримав в своє розпорядження Іван Герман. Сам же Александров вивів на старт Subaru Impreza WRX STi тільки на четвертому етапі чемпіонату України, ралі «Куяльник». 
Новий автомобіль потребував постійної доробки, тому Александров невпинно продовжував експерименти з налаштуваннями машини та пошук нових конструктивних рішень. Цей процес призводив до того, що фактично половина стартів Андрія в період 2003-2004 років закінчувались сходами з траси через відмову техніки. Тільки в 2005 році Александрову вдалося знайти оптимальний баланс між інженерними пошуками та спортивними результатами, що одразу призвело до здобуття ним титулу абсолютного чемпіона України з ралі. Унікальним в даному випадку є те, що протягом цього сезону Андрій не виграв жодної гонки, але при цьому п’ять разів з шести можливих фінішував на другій позиції. 
За період з 2003 по 2007 роки Андрій Александров та команда AT-Rally побудували для себе та клієнтів щонайменше одинадцять ралійних автомобілів Subaru Impreza WRX STi восьмої, десятої та дванадцятої генерації. Саме на таких автомобілях Андрій здобував свої останні перемоги в ралі «Стара Фортеця» (2006) та ралі «Галіція» (2007). І саме на автомобілі Subaru Impreza WRX STi N12 він вирушив на болгарське ралі «Сливен», яке стало для нього останнім стартом в житті.

## Результати в чемпіонаті України з ралі
| Рік  | Штурман             | Автомобіль             | 1      | 2      | 3      | 4      | 5      | 6      | 7      | Поз. | Очки |
| ---- | ------------------- | ---------------------- | ------ | ------ | ------ | ------ | ------ | ------ | ------ | ---- | ---- |
| 1994 | Олександр Цимбал    | ВАЗ-2108               | ОД 7   | ЧШ н/ф |        |        |        |        |        | 11   | 4    |
| 1995 | Олександр Цимбал    | ВАЗ-2108               | КУ 3   | КИ 6   | ЧШ н/ф |        |        |        |        | н/к* | 0    |
| 1996 | Олександр Цимбал    | Mazda 323              | КО –   | КУ –   | ЧШ –   | КИ –   | СК н/ф |        |        | н/к  | 0    |
| 1997 | Іван Герман         | Mazda 323              | СК н/ф | КУ –   | ЧШ –   | КА н/ф |        |        |        | н/к  | 0    |
| 1998 | Іван Герман         | Lancia Delta Integrale | КА 3   | СК 1   | ДН н/ф | ЧШ н/ф | ЛО н/ф |        |        | 4    | 38   |
| 1999 | Іван Герман         | Lancia Delta Integrale | СТ н/ф | РО –   | КУ н/ф | ДН 3   | СФ –   | ЧШ н/ф | КА н/ф | 18   | 24   |
| 2000 | Іван Герман         | Subaru Impreza GT      | СТ –   | СК н/ф | КУ 3   | СФ н/ф | ДН –   | ЧШ –   | КА –   | 10   | 8    |
| 2001 | Іван Герман         | Subaru Impreza GT      | СТ н/ф | СФ 2   | АР н/ф | КУ н/ф | ДН 1   | ЧШ н/ф |        | 2    | 42   |
| 2002 | Іван Герман         | Subaru Impreza GT      | СТ 1   | СФ н/ф | АР 2   | ДН н/ф | ЧШ н/ф |        |        | 3    | 26   |
| 2003 | Олексій Тамразов    | Subaru Impreza GT      | СТ 3   | АР 2   | ЧШ н/ф |        |        |        |        | 5    | 10   |
| 2003 | Олексій Тамразов    | Subaru Impreza STi     |        |        |        | КУ н/ф |        | ДН н/ф |        | 5    | 10   |
| 2004 | Олексій Тамразов    | Subaru Impreza STi     | СТ н/ф | СФ 2   | ЧШ 3   | КУ н/ф |        |        |        | 3    | 22   |
| 2004 | Іван Герман         | Subaru Impreza STi     |        |        |        |        | ДН н/ф | КА 2   |        | 3    | 22   |
| 2005 | Олексій Тамразов    | Subaru Impreza STi     | СК 2   | ЧШ 2   | ГА н/ф |        |        |        |        | 1    | 32   |
| 2005 | Володимир Щербаков  | Subaru Impreza STi     |        |        |        | СФ 2   | ЯЛ 2   | ДН 2   |        | 1    | 32   |
| 2006 | Олексій Тамразов    | Subaru Impreza STi     | СФ 1   | ЧШ 2   | ТР 2   | ГА н/ф | БУ 2   | ЯЛ н/ф | ЗО н/ф | 3    | 34   |
| 2007 | Оксана Александрова | Subaru Impreza STi     | СФ н/ф | ЧШ н/ф | ТР 4   | ГА 1   | БУ 2   | ЯЛ –   | ДО –   | 4    | 23   |

## Виступи за кордоном
Виступати в закордонних змаганнях Андрій Александров почав навіть раніше, ніж в українських. Протягом 1993 та 1994 років він, разом зі штурманами Олександром Цимбалом, Павлом Стальніченком та Валерієм Разумовським, взяв участь в кількох етапах чемпіонату Європи з ралі, які проходили в Польщі, Австрії та Болгарії. Кращий результат за цей період було показано на болгарському ралі «Сливен», де Александров та Цимбал здобули перемогу в заліку класу А6.
Друга половина 90-х років стала для Андрія перервою в закордонних виступах; але, почавши власноруч будувати ралійні Subaru, киянин знов відновив практику участі в європейських змаганнях. З 2001 по 2007 рік він щонайменше раз на сезон виходив на старт окремих ралі в Латвії, Литві, Польщі, Словаччині та Болгарії. Найбільш успішними з-поміж цих виїздів були виступи на словацькому ралі «Татри», де Андрій стартував загалом чотири рази, з яких двічі (в 2003 та 2006 роках) фінішував шостим в абсолютному заліку. 
В багатьох інтерв’ю того часу Александров зізнавався, що його мрією є вийти на старт етапу чемпіонату світу, зокрема на ралі Фінляндії, яке він вважав одним з найскладніших та найцікавіших. Втім, втілити цю мрію за життя Андрій так і не встиг.

## Громадська діяльність
На початку 2005 року Андрій Александров увійшов до складу комітету ралі Автомобільної федерації України (FAU), а, починаючи з 2006 року, і очолив його. Базовим принципом, на який спирався в своїй діяльності Андрій, було те, що в автоспорті головними дійовими особами є спортсмени, і саме їхні інтереси мають перебувати на першому плані. Таку позицію Александров оприлюднив, зокрема, на «круглому столі», організованому редакцією журналу «Автоцентр» на початку 2005 року: 
| «Хотілось би нагадати: в автоспорті первинним є учасник. Організатори та функціонери існують лише тому, що є певна кількість фанатів, які готові купляти автомобілі та приїжджати на змагання, сплачуючи за це стартові внески. Повторюся: первинним є спортсмен, і саме його інтереси потрібно враховувати в першу чергу». |
Виходячи з цього принципу, Александров ініціював декілька змін в загальному регламенті чемпіонату України з ралі – скорочення тривалості змагань разом з ознайомленням до трьох-чотирьох днів, зменшення кількості проїздів по тим самим ділянкам доріг тощо. Ці та подібні зміни мали на меті економію бюджетів команд та екіпажів, що мало залучити до класичного ралі нових учасників. 
Крім того, саме за неповні два роки перебування Андрія Александрова на чолі комітету ралі, географія змагань чемпіонату відчутно змістилась в напрямку західних областей України. Головною причиною цих змін було те, що Александров, як і більшість спортсменів, вважав гірські траси Західної України набагато більш цікавими та корисними для розвитку гонщиків, ніж рівнинні дороги південних та східних регіонів. 
В підсумку, порівняно з чемпіонатом 2005 року, з календаря-2006 зникли південні та східні ралі «Скіф», «Куяльник» та «Дніпро» – натомість, їхнє місце посіли прикарпатське ралі «Трембіта», а також чернівецькі ралі «Буковина» та «Золота Осінь Карпат». Варто відзначити, що саме відрізки трьох перелічених гонок згодом увійшли до маршруту «Александров Ралі» – змагання, присвяченого пам’яті Андрія.

## Загибель
Аварія, яка виявилась фатальною для Андрія Александрова, сталась неподалік від старту 12-ї спецділянки ралі «Сливен», яка мала назву «Стара Река». За свідченням Володимира Некрасова, спортивного журналіста та історика, що супроводжував команду AT-Rally на це змагання, під час подорожі з України в Болгарію Андрій несподівано зупинив автомобіль та вийшов з нього саме на тій дорозі, де за кілька днів мала проходити вказана спецділянка. Цей та інші факти згодом активно обговорювались вболівальниками, які шукали в загибелі свого кумира містичні збіги. 
Точну причину аварії екіпажу Александрових встановити так і не вдалось. Напередодні, після першого дня змагання, сам Андрій в інтерв’ю підкреслював, що їде максимально обережно, тримаючи в голові черговий етап українського чемпіонату, ралі «Ялта», яке мало відбутись за тиждень після болгарської гонки. Водночас, він стверджував, що під час гонки проводить тестування нової гуми – імовірно, саме з цим і пов’язаний той факт, що досвідченому пілоту не вдалось утримати автомобіль на слизькому асфальті. Певною мірою цю версію підтверджують слова головного механіка команди Віктора Смалько, який незадовго до аварії отримав від Андрія вказівку готувати на останню частину гонки нові, добре відомі та перевірені покришки. 
Оскільки, злетівши з дороги, автомобіль Александрова врізався в дерева найменш захищеною частиною – водійськими дверима, – пілот загинув на місці. Штурман, дружина Андрія Оксана, залишила автомобіль самостійно. Жоден з глядачів в результаті аварії не постраждав.
Андрія Александрова було поховано 6 вересня 2007 року на Таїровському кладовищі в Одесі.

## Пам'ять
- Рівно за рік після аварії, 2 вересня 2008 року, на місці загибелі Андрія Александрова було встановлено пам’ятник, створений болгарськими скульпторами за ескізами Оксани Александрової[14].

- Пам’ятний знак, присвячений Андрію Александрову, було також встановлено на дорозі Ялта – Бахчисарай між плато Ай-Петрі та селищем Соколине[15].

- В 2008 році Оксаною Александровою було засновано Кубок Александрова, який мав вручатись на різних змаганнях екіпажам, які виграли найбільшу кількість спецділянок, але не обов’язково при цьому перемогли в гонці. Першим володарем Кубку став болгарський екіпаж Тодор Славов/Добромир Філіппов (ралі «Сливен» 2008 року). Першим українським володарем – екіпаж Юрій Протасов/Олександр Горбик (ралі «Галіція» 2008 року)[16].

- Протягом п’яти років, з 2009 по 2013, в Україні проводилось змагання, присвячене пам’яті Андрія Александрова під назвою «Александров Ралі». В різні роки воно мало статус етапу Кубку Лиманів, етапу чемпіонату України та етапу Кубку Європи з ралі[17].

- Починаючи з 2008 року жоден екіпаж в чемпіонаті України з ралі не отримував стартовий номер «6», під яким Андрій Александров стартував в своєму останньому ралі. В 2021 році це правило було офіційно закріплено в загальному регламенті чемпіонату України з ралі[18].